# Prayers for Bobby
Prayers for Bobby er en amerikansk dokudrama tv-film fra 2009, instrueret af Russell Mulcahy og med manuskript af Katie Ford, der er baseret på bogen Prayers for Bobby af Leroy F. Aarons, som er baseret på virkelige hændelser. Filmen har Sigourney Weaver, Henry Czerny og Ryan Kelley i centrale roller.
Mary Griffith (spillet af Sigourney Weaver) er en kristen kvinde som opdrager sine børn i den evangelikaliske lære. Da hun finder ud af at sønnen Bobby (Ryan Kelley) er homoseksuel, fornægter hun det og får ham til at gå til en psykolog for at "kurere" det. Imidlertid bliver han deprimeret, og ender med at flytte til Portland, hvor han forelsker sig i en fyr. Efterfølgende finder Mary ud af at sønnen har begået selvmord, hvilket vender hendes liv på hovedet.
Tv-filmen blev nomineret til en Primetime Emmy Award i kategorien bedste tv-film eller miniserie, og Weaver i kategorien bedste kvindelige hovedrolle og desuden nomineret til en Golden Globe for bedste skuespillerinde i en mini-serie eller tv-film.

## Medvirkende
- Sigourney Weaver som Mary Griffith
- Ryan Kelley som Bobby Griffith, Marys søn
- Henry Czerny som Robert Griffith, Marys mand og Bobbys far
- Austin Nichols som Ed Griffith, Bobbys bror
- Dan Butler som Whitsell, præst
- Carly Schroeder og Shannon Eagen som Joy og Nancy Griffith, Bobbys to søstre
- Scott Bailey som David, Bobbys kæreste
- Lee Garlington som Bobbys psykolog
- Rebecca Louise Miller som Jeanette, Bobbys kusine
- Susan Ruttan som Betty Lambert, en ven af Mary
- Mary Griffith havde en gæsteoptræden i paradescenen på slutningen af filmen